# جبار قولييف
جبار علي أوغلو قولييف (بالأذرية: Cabbar Quliyev) (أذربيجان: كابار علي أوغلو قلييف؛ 19 مايو 1922، خاشباراه، مقاطعة يريفان - سبتمبر 2004، باكو) هو فنان أذربيجاني وسوفييتي، وهو فنان معروف في جمهورية أرمينيا الاشتراكية السوفياتية. وعضو في الحرب الوطنية العظمى.

## سيرته ذاتية
ولد جبار قولييف عام 1922، في قرية زكمت في منطقة زنجيباسار التابعة لجمهورية أرمينيا الاشتراكية السوفياتية. تخرج من كلية يريفان التربوية الحكومية في عام 1941. ثم عمل مدرساً من عام 1961 إلى عام 1988، في معهد يريفان التربوي الحكومي.
في عام 1967، حصل جبار قولييف على اللقب الفخري الشرف. وخلال 50 عامًا من النشاطه الفني، ابتكر أكثر من 4000 عمل فني، ونظم 23 معرضًا فرديًا. وتوجد لهُ أعمال في المتاحف والمجموعات الخاصة في أكثر من 20 دولة في العالم.